# Бартломейовиці (Куявсько-Поморське воєводство)
Бартломейовиці (пол. Bartłomiejowice) — село в Польщі, у гміні Осенцини Радзейовського повіту Куявсько-Поморського воєводства.
Населення — 157 осіб (2011).
У 1975-1998 роках село належало до Влоцлавського воєводства.

## Демографія
Демографічна структура станом на 31 березня 2011 року:
|          | Загалом | Допрацездатний вік | Працездатний вік | Постпрацездатний вік |
| -------- | ------- | ------------------ | ---------------- | -------------------- |
| Чоловіки | 77      | 19                 | 52               | 6                    |
| Жінки    | 80      | 19                 | 42               | 19                   |
| Разом    | 157     | 38                 | 94               | 25                   |